# Syngonanthus amazonicus
Syngonanthus amazonicus är en gräsväxtart som beskrevs av Harold Norman Moldenke. Syngonanthus amazonicus ingår i släktet Syngonanthus och familjen Eriocaulaceae. Inga underarter finns listade i Catalogue of Life.